# Витербосский договор
Витербосский договор — заключенные 24 и 27 мая 1267 г. соглашения между королём Неаполя и Сицилии Карлом I, титулярным императором Латинской империи Балдуином II и ахейским князем Гильомом II де Виллардуэном, по которым большая часть прав на Латинскую империю перешли от Балдуина к Карлу.

## Предыстория
Отвоевание Константинополя греками в 1261 году вынудил латинского императора Балдуина искать помощи в Западной Европе для нового крестового похода. Некоторое время он ожидал помощи от Манфреда Сицилийского, который надеялся (как и его отец, император Фридрих II), что крестовый поход улучшит его положение у папы римского. Манфред погиб в 1266 г. в борьбе с графом Прованса и Анжу Карлом, действовавшим от имени папы Климента IV. Болдуин проживал при папском дворе в Витербо в 1267 г., когда Климент договорился о примирении императора и новоиспеченного короля. Как главный вассал того, что осталось от империи Балдуина, князь Ахейи Гильом II де Виллардуэн стремился получить сюзерена, который мог бы оказать финансовую и военную помощь. Его канцлер Леонардо де Верули был отправлен в Витербо для переговоров по договору.

## Условия
Война за Эвбейское наследство и поражение в Пелагонии истощили ресурсы Ахейского княжества. Чтобы получить помощь Карла, Вильгельм был готов уступить Карлу княжество в обмен на пожизненное пребывание там. Предполагаемый брак старшей дочери Вильгельма Изабеллы с сыном византийского императора Андроником должен был быть расторгнут, и она должна была выйти замуж за сына Карла Филиппа. Кроме того, при отсутствии детей Карл возвращал себе княжество. Вильгельм с неохотой согласился на эти условия.
Карл получвл подтверждение своей власти над Корфу и некоторыми городами в Албании, которые когда-то были приданым Елены Эпирской, и должен был получить сюзеренитет над княжеством Ахайя и права Болдуина на Эгейские острова, за исключением Лесбоса, Хиоса, Самоса и Коса.
Со своей стороны, Карл должен был собрать и содержать в течение года армию из 2 тыс. рыцарей для завоевания Константинополя. Треть отвоёванной территории, за вычетом Константинополя, также отходила к нему. Был заключен брачный договор с оговоркой об отмене, как в случае с Вильгельмом. Сын и наследник Болдуина Филипп де Куртене должен был жениться на дочери Карла Беатрисе Сицилийской. В случае отсутствия наследников, после смерти Филиппа права на Латинскую империю переходили к Карлу.
Соглашение было скреплено 27 мая 1267 года.

## Последствия
Болдуин был вынужден отказаться от наиболее богатой части оставшейся Латинской империи (княжеству Ахайя также подчинялось Афинское герцогство). Тем не менее, усиление Карла давала Болдуину возможность вернуть Константинополь, хотя, если бы крестовый поход случился, он, вероятно, оказался бы скорее под властью Анжуйской династии. Начало Восьмого крестового похода задержало любую экспедицию на Константинополь, а Михаил VIII Палеолог, поддерживая проект объединения греческой и латинской церквей, смог отложить его до 1280 года. Балдуин умер в 1273 г., вскоре после свадьбы Филиппа и Беатрисы.
Сицилийская вечерня положила конец всем планам по организации нового крестового похода, в ходе восстания на Сицилии был сожжён подготавливаемый для этого флот в гавани Мессины. Последующая война истощила Анжуйский дом, и Константинополь остался вне их досягаемости.
Основным практическим результатом договора был переход Ахайи в сферу влияния Анжуйской династии, что было ускорено в последующие годы Карлом. Уже закрепившиеся в Албании анжуйцы будут играть роль во франкской Греции до 1387 г.
Когда сын Карла Филипп Сицилийский умер в 1271 г., не имея детей от Изабеллы, Карл потребовал для себя Ахайю путем реверсии. Однако её младшая сестра и их наследники боролись с анжуйцами за владение княжеством до 1383 года.